# Marketa Lazarová (film)
Pour plus de détails, voir Fiche technique et Distribution.
Marketa Lazarová est un film dramatique tchécoslovaque, réalisé par František Vláčil, sorti en 1967. Il s'agit d'une adaptation du roman éponyme de 1931 de Vladislav Vančura.
Marketa Lazarová a été élu meilleur film tchèque de tous les temps lors d'un sondage réalisé en 1998 auprès de critiques de cinéma et de publicistes tchèques.
Theodor Pištěk a conçu les costumes du film.
Le film se déroule au milieu du XIIIe siècle. Marketa Lazarová, fille de Lazar, un comte féodal, est enlevée par des chevaliers voisins et devient la maîtresse de Mikoláš, le fils de Le Bouc, un de ces chevaliers.

## Synopsis
Les fils de Kozlík, un chef de clan de voleurs, tendent une embuscade à un groupe se rendant en hiver à Mladá Boleslav. Le nouvel évêque de Hennau, allié du roi de Bohême, s'échappe, mais son jeune fils Kristian et son assistant sont capturés. Mikoláš, l'un des fils de Kozlík, surprend Lazar, le chef de clan voisin, en train de fouiller le site de l'embuscade pour voler les morts mais épargne sa vie alors qu'il prie le Christ. Ils ont tous les deux une vision sainte impliquant la fille vierge de Lazar, Marketa. Dans leur village, Kozlík réprimande Mikoláš pour avoir laissé un homme s'échapper, amené des captifs et épargné Lazar. Sa rage augmente lorsqu'il entend Adam, son autre fils, dire qu'ils auraient pu utiliser l'évêque en fuite comme moyen de pression contre le roi. Sa fille, Alexandra, tombe amoureuse de Kristian, au grand dégoût d'Adam. Alexandra s'était déjà abandonnée une fois à Adam et avait une autre fois été rejetée par lui. Lorsque leur mère Katarina l’avait découvert et dit à Kozlík, Adam avait perdu son bras en punition de cet inceste.
Kozlík répond à une convocation royale à Boleslav. Le capitaine du roi tente de se saisir de lui, mais il s'échappe. il est poursuivi par des loups jusqu'au village. Anticipant la venue d'un régiment dirigé par le capitaine, le clan se retire dans les bois. Mikoláš rend visiter à Lazar, le pressant d'aider Kozlík à tendre une embuscade au régiment. Marketa est choquée de voir Mikoláš brutalement battu et chassé. Un petit groupe d’hommes envoyé par Kozlík pour venger cet affront trouve le régiment déjà au village de Lazar. Ils tuent le chevalier le plus proche du capitaine et battent en retraite. Le capitaine jure de faire justice et de se venger.
Lazar et Marketa visitent un couvent, mais Lazar n'a pas assez d'argent pour que sa fille puisse prononcer ses vœux. De retour chez lui, il est attaqué par Mikoláš et ses hommes, qui tuent son fils handicapé mental. Lazar supplie qu’on lui épargne la vie. Mikoláš exige Marketa en échange. Lazar proteste, mais ses  agresseurs le clouent à la porte et s’emparent de Marketa. Dans la forteresse forestière de son clan, Mikoláš viole Marketa puis la protège de la colère de Kozlík. Pendant ce temps, Kristian a couché avec Alexandra, qu’il a fécondée. Kozlík enchaîne les deux couples sur une colline voisine.

## Fiche technique
Sauf indication contraire, les informations mentionnées dans cette section peuvent être confirmées par la base de données cinématographiques IMDb,  présente dans la section « Liens externes ».
- Titre : Marketa Lazarová
- Réalisation : František Vláčil
- Scénario : František Pavlíček, František Vláčil, d'après le roman éponyme de Vladislav Vančura
- Décors : Josef Pavlík, Vladislav Rada
- Costumes : Theodor Pištěk
- Maquillage : Stanislav Petrek
- Son : Frantisek Fabián
- Photographie : Bedřich Baťka
- Montage : Miroslav Hájek
- Musique : Zdeněk Liška
- Production : Josef Ouzký
- Société de production : Filmové studio Barrandov
- Société de distribution : Ústřední půjčovna filmů
- Budget de production : 13 000 000 Kčs
- Pays d'origine :  Tchécoslovaquie
- Langues : Tchèque, allemand
- Format : Noir et blanc - 2,35:1 - Mono - 35 mm
- Genre : Drame, romance, folk horror[1]
- Durée : 162 minutes (2 h 42)
- Dates de sorties en salles :
  - Tchécoslovaquie : 24 novembre 1967
  - France : mai 1969 (Quinzaine des réalisateurs) ; 7 septembre 2015 (Centre tchèque de Paris)

## Distribution
- Magda Vášáryová : Marketa Lazarová
- Josef Kemr : Kozlík
- Naďa Hejná : Kateřina
- Jaroslav Moučka : Jan
- František Velecký : Mikoláš
- Zdeněk Kryzánek (cs) : le capitaine
- Karel Vašíček : Jiří
- Ivan Palúch : Adam le manchot (Jednoručka)
- Martin Mrázek : Václav
- Václav Sloup (cs) : Šimon
- Pavel Landovský : Smil
- Vladimír Menšík : Bernard le moine
- Jan Pohan (cs) : Kornet
- Pavla Polášková : Alexandra
- Alena Pavlíková : Drahuše
- Michal Kožuch : Lazar
- Zdeněk Lipovčan : Jakub
- Vlastimil Harapes : Kristian, le fils du comte
- Marie Tomášová : une prieuse
- Otto Lackovič

## Production
Le développement du film a duré trois ans. Le tournage a commencé en 1965 et s'est étalé sur 548 jours.
Le film a été tourné en plusieurs endroits de la République tchèque actuelle tels que Lánská obora (cs) ou encore le château de Klokočín.

## Héritage
Marketa Lazarová est largement considéré comme le meilleur film tchèque jamais réalisé et le meilleur film réalisé par František Vláčil. Il est également considéré comme l'un des meilleurs films historiques de tous les temps. Le film a déjà été acclamé par la critique en 1967 et a reçu de nombreuses critiques positives et a remporté un sondage pour désigner le meilleur film. Vláčil lui-même n'était pas satisfait du film et a déclaré qu'il en attendait plus. La raison de son mécontentement est l'échec de la réalisation de « Peintures royales » (Královské obrazy) car il pensait que c'était une partie essentielle du film.

## Distinctions
Markéta Lazarová a été élu meilleur film tchèque de tous les temps en 1998 par les critiques de cinéma tchèques.
| Année                         | Distinction                                     | Catégorie            | Nom              | Résultat   |
| ----------------------------- | ----------------------------------------------- | -------------------- | ---------------- | ---------- |
| 6 au 16 mars 1968             | Festival international du film de Mar del Plata | Prix spécial du jury | Frantisek Vlácil | Lauréat    |
| 6 au 16 mars 1968             | Festival international du film de Mar del Plata | Meilleur film        | Frantisek Vlácil | Nomination |
| 18 août au 1er septembre 1968 | Festival international du film d'Édimbourg      | Diplôme d'honneur    | —                | Lauréat    |
| 9 au 18 juillet 1992          | Festival international du film de Karlovy Vary  | Globe de cristal     | Frantisek Vlácil | Nomination |

Il a également été présenté à la Quinzaine des réalisateurs, en sélection parallèle du festival de Cannes 1969.